# Géographie de la Haute-Vienne
La Haute-Vienne est un département français situé selon les références ou le contexte, dans le Grand Sud-Ouest français ou dans le Centre-ouest du pays. Appartenant à la région administrative Nouvelle-Aquitaine (mais au Limousin historique), il occupe une surface de 5 520 km2, ce qui la place au 65e rang national. Situé sur la bordure nord-ouest du Massif central, son altitude est ainsi comprise entre 120 mètres dans la vallée de la Gartempe et près de 800 mètres près du lac de Vassivière, dans la « montagne ».

## Généralités et contextualisation

### Coordonnées géographiques
| \| Localisation de la Haute-Vienne en France \| Puy Lagarde Puy de Crozat Mont Gargan Charente (16) Corrèze (19) Creuse (23) Dordogne (24) Vienne (86) Limoges Bellac Rochechouart |
| Localisation de la Haute-Vienne en France |

### Limites et histoire territoriale
Créée en 1790 avec la majeure partie des autres départements français, la Haute-Vienne s'inscrit dans un carré de 100 km de côté. La distance entre les points les plus extrêmes est de 107 km du nord au sud (entre Mérigot, commune de Cromac, et La Brousse, commune de Glandon), et de 100 km d'est en ouest (entre Le Moulin, commune de Rempnat, et Vaux, commune de Maisonnais-sur-Tardoire).
Le département de la Haute-Vienne est limitrophe de six autres départements :
- la Creuse (préfecture : Guéret), à l'est, sur environ 175 km, soit la plus grande limite départementale partagée.
- la Corrèze (préfecture : Tulle), au sud, sur environ 90 km.
- la Dordogne (préfecture : Périgueux), au sud-ouest, sur environ 100 km.
- la Charente (préfecture : Angoulême), à l'ouest, sur environ 95 km.
- la Vienne (préfecture : Poitiers), au nord-ouest, sur environ 75 km.
- l'Indre (préfecture : Châteauroux), au nord, sur environ 35 km, soit la plus petite limite départementale partagée.

Ainsi, une seule autre région le borde : la région Centre-Val de Loire (35).
La Haute-Vienne est formée de portions de quatre anciennes provinces d'Ancien Régime : principalement le Limousin (moitié sud) et la Marche (moitié nord), ainsi que l'Angoumois et le Poitou (franges occidentales).

Carte de la Haute-Vienne montrant les provinces existant avant 1790.

### Organisation
Le département présente globalement les mêmes caractéristiques de développement et d'intégration territoriale que la France à une autre échelle. Limoges exerce une position macrocéphale comparable à celle de Paris : la capitale concentre avec son agglomération plus de 50 % de la population, et la totalité des axes principaux de communication (si l'on excepte la RN 145 entre Bellac et Guéret) s'inscrivent en une étoile dont Limoges serait le centre.

## Géologie et sols

### Relief
Le point culminant du département est le puy Lagarde avec une hauteur de 799 m.

#### Altitudes maximales
| Classement des communes selon l'altitude de la mairie : 1. Beaumont-du-Lac (633 m) 2. Rempnat (623 m) 3. Saint-Gilles-les-Forêts (618 m) 4. Surdoux (581 m) 5. Domps (563 m) 6. Augne (561 m) 7. Saint-Amand-le-Petit (541 m) 8. Sainte-Anne-Saint-Priest (537 m) 9. Saint-Sylvestre (516 m) 10. Saint-Léger-la-Montagne (510 m) | Classement des communes selon l'altitude maximale : 1. Beaumont-du-Lac (795 m) 2. Peyrat-le-Château (777 m) 3. Eymoutiers (758 m) 4. Nedde (752 m) 5. Rempnat (749 m) 6. Saint-Gilles-les-Forêts (731 m) 7. Saint-Amand-le-Petit (718 m) 8. La Croisille-sur-Briance (709 m) 9. Sussac (709 m) 10. Saint-Léger-la-Montagne (701 m) |

#### Altitudes minimales
| Classement des communes selon l'altitude de la mairie : 1. Saillat-sur-Vienne (162 m) 2. Saint-Brice-sur-Vienne (185 m) 3. Jouac (188 m) 4. Saint-Victurnien (192 m) 5. Verneuil-Moustiers (192 m) 6. Oradour-Saint-Genest (193 m) 7. Saint-Martin-de-Jussac (193 m) 8. Thiat (194 m) 9. Saint-Sornin-la-Marche (202 m) 10. Saint-Bonnet-de-Bellac (203 m) | Classement des communes selon l'altitude minimale : 1. Thiat (121 m) 2. Bussière-Poitevine (122 m) 3. Darnac (125 m) 4. Saint-Barbant (144 m) 5. Lussac-les-Églises (145 m) 6. Saint-Sornin-la-Marche (147 m) 7. Saint-Bonnet-de-Bellac (148 m) 8. Saillat-sur-Vienne (153 m) 9. Chaillac-sur-Vienne (155 m) 10. Saint-Martin-le-Mault (155 m) |

### Hydrologie

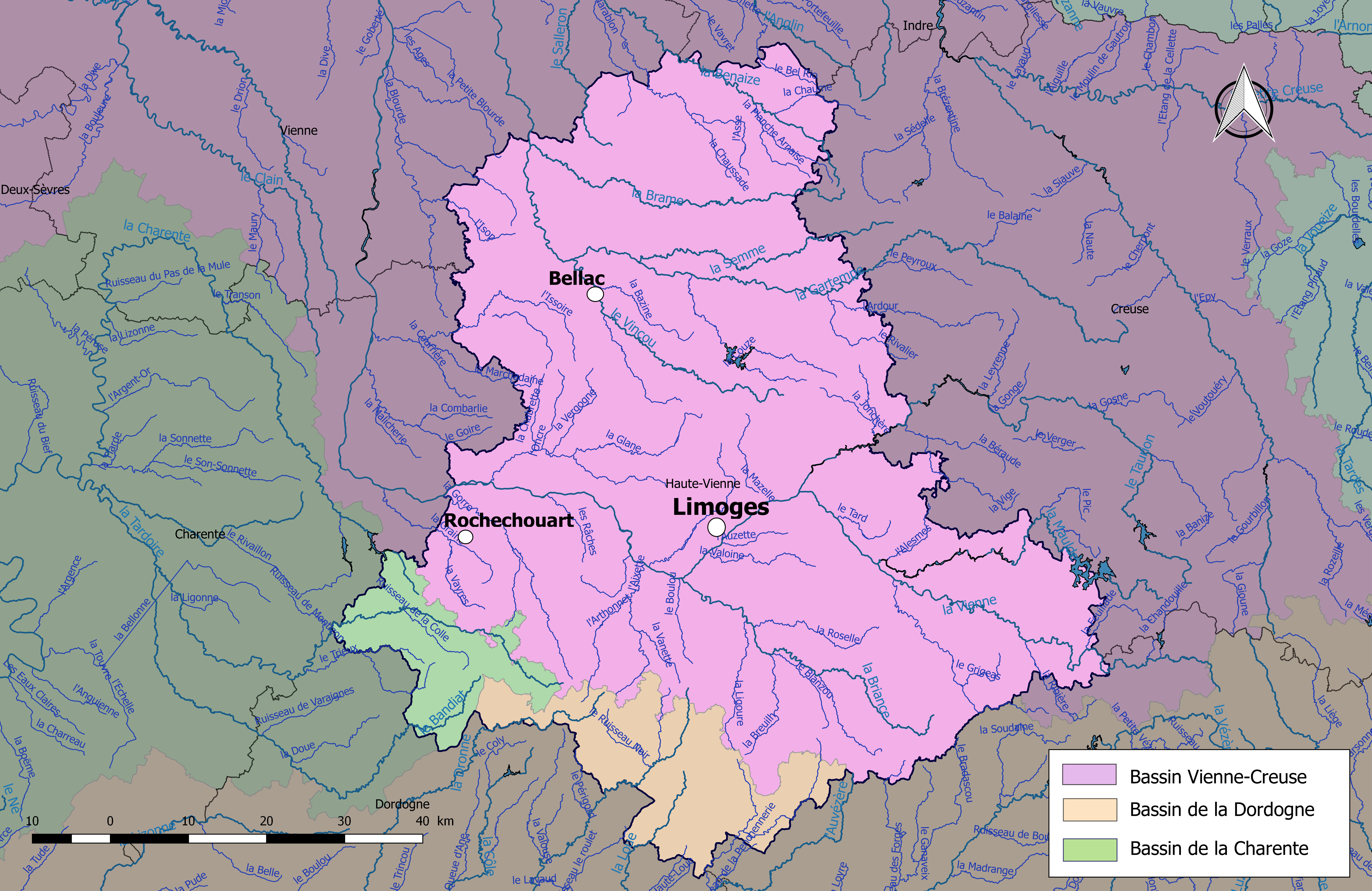
Bassins versants de la Haute-Vienne.

La Haute-Vienne se situe en majorité dans le bassin versant de la Loire ; la Vienne, affluent de la Loire, et la Gartempe, qui se jette dans la Creuse, sont les deux principaux cours d'eau qui drainent le territoire. Plusieurs modestes affluents de la Vienne irriguent le centre du département : Glane, Briance, Taurion pour les plus importants. Le nord est arrosé par plusieurs affluents de la Gartempe, dont la Brame, la Semme et la Benaize pour les principaux.
Le département est également compris dans une moindre mesure dans les bassins versants de la Dordogne au sud (par le biais de l'Isle et de la Dronne principalement, qui prennent leur source en Haute-Vienne) et de la Charente à l'ouest, qui naît aussi dans le département et qui est le seul fleuve à l'arroser ; deux de ses affluents, la Tardoire et le Bandiat, traversent de façon plus importante le territoire départemental.

## Territoires et paysages

### Régions naturelles
La Haute-Vienne, contrairement à bon nombre de départements, comme la Corrèze proche, n'est pas véritablement divisée en entités géographiques distinctes, même si les paysages peuvent être très différents. On peut cependant déterminer trois grands ensembles.
- La Basse-Marche, occupant un tiers nord du département, délimitée au sud par les monts de Blond, le pays de Saint-Pardoux et les monts d'Ambazac. Son altitude varie de 150 à 300 m. La zone rassemble environ 40 000 habitants.
  - Principales villes : Bellac, Magnac-Laval, Le Dorat, Châteauponsac
- La vallée de la Vienne, à laquelle on peut ajouter les zones environnantes et les vallées des principaux affluents, tels la Glane, la Briance, la Gorre, l'Aurence. Cette partie concentre la majeure partie de la population (environ 250 000 habitants) et des villes. Son altitude varie de 150 à 400 m.
  - Principales villes : Limoges, Saint-Junien, Rochechouart, Aixe-sur-Vienne, Nexon, Pierre-Buffière

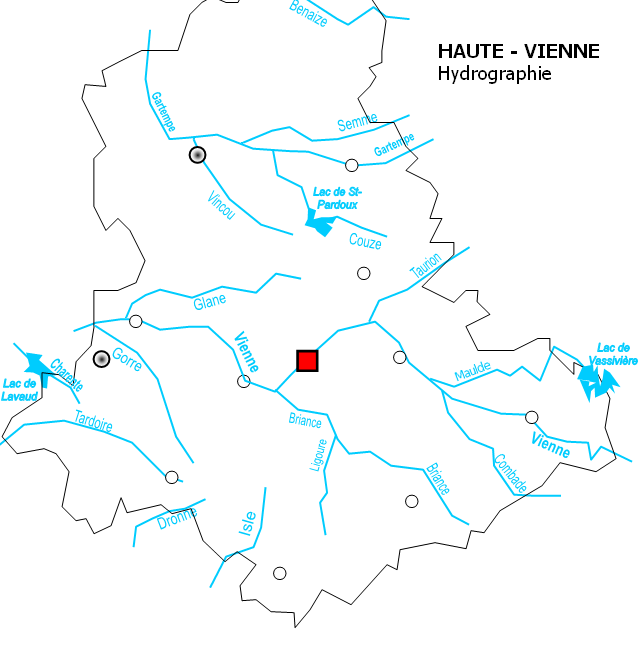
Carte hydrographique de la Haute-Vienne

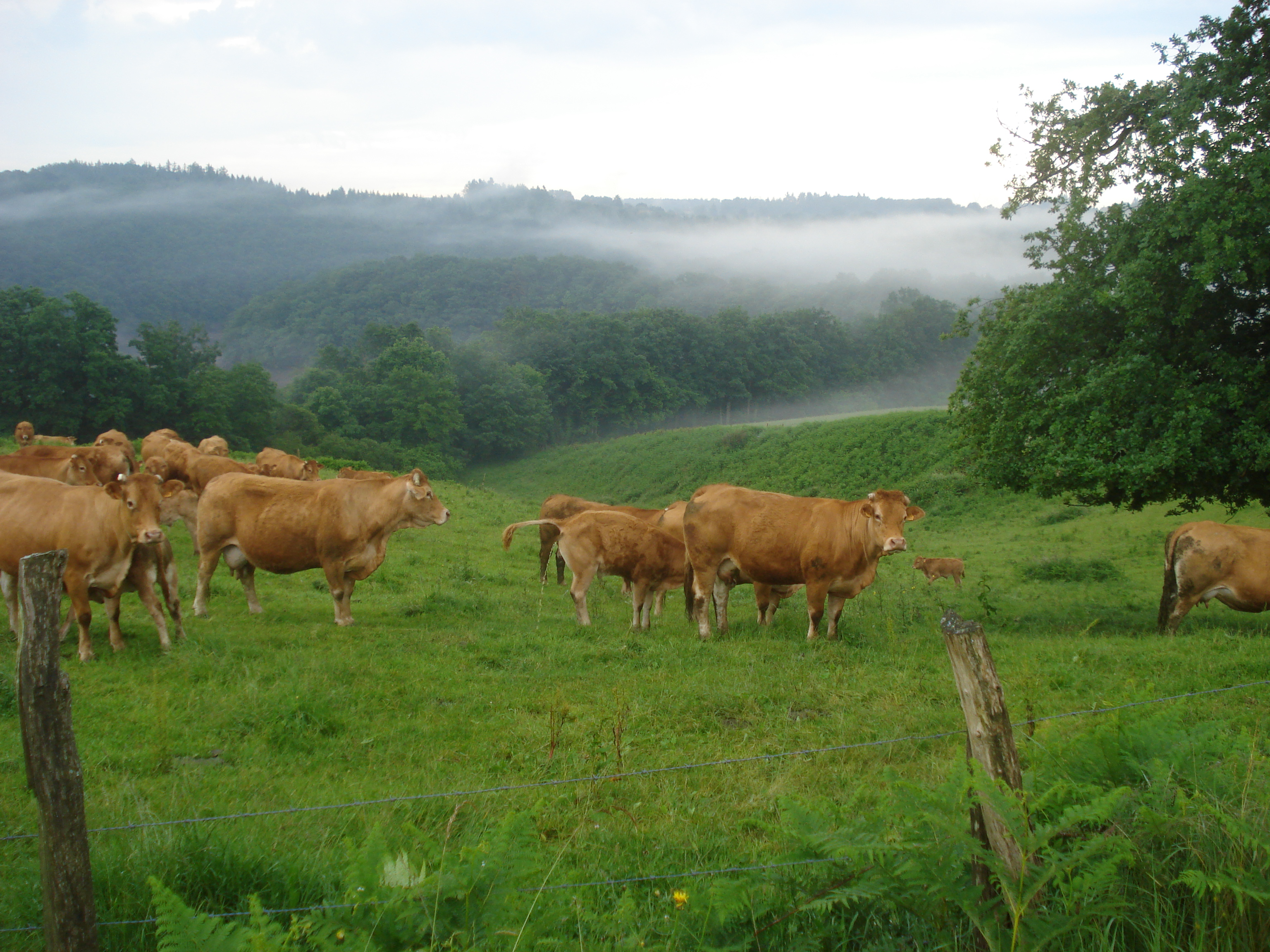
Paysage près de Saint-Laurent-les-Églises

- Les plateaux et monts du Limousin, couvrant le « bord » département du sud-ouest à l'est, sur une bande large de 10 à 25 km. La limite entre cette zone et les autres est parfois floue, tant les similitudes entre les collines de faible altitude et les sommets les plus hauts, regroupés au sein de cette partie sont parfois faibles. Elle se détache en plusieurs petits massifs (monts de Châlus, monts de Fayat, plateau de Millevaches, monts d'Ambazac) séparés de « plateaux » et de collines. Son altitude varie de 300 à 777 m. La zone rassemble environ 70 000 habitants.
  - Principales villes (du sud-ouest vers l'est) : Châlus, Saint-Yrieix-la-Perche, Châteauneuf-la-Forêt, Eymoutiers, Saint-Léonard-de-Noblat, Ambazac, Bessines-sur-Gartempe

Paysages du la Haute-Vienne :
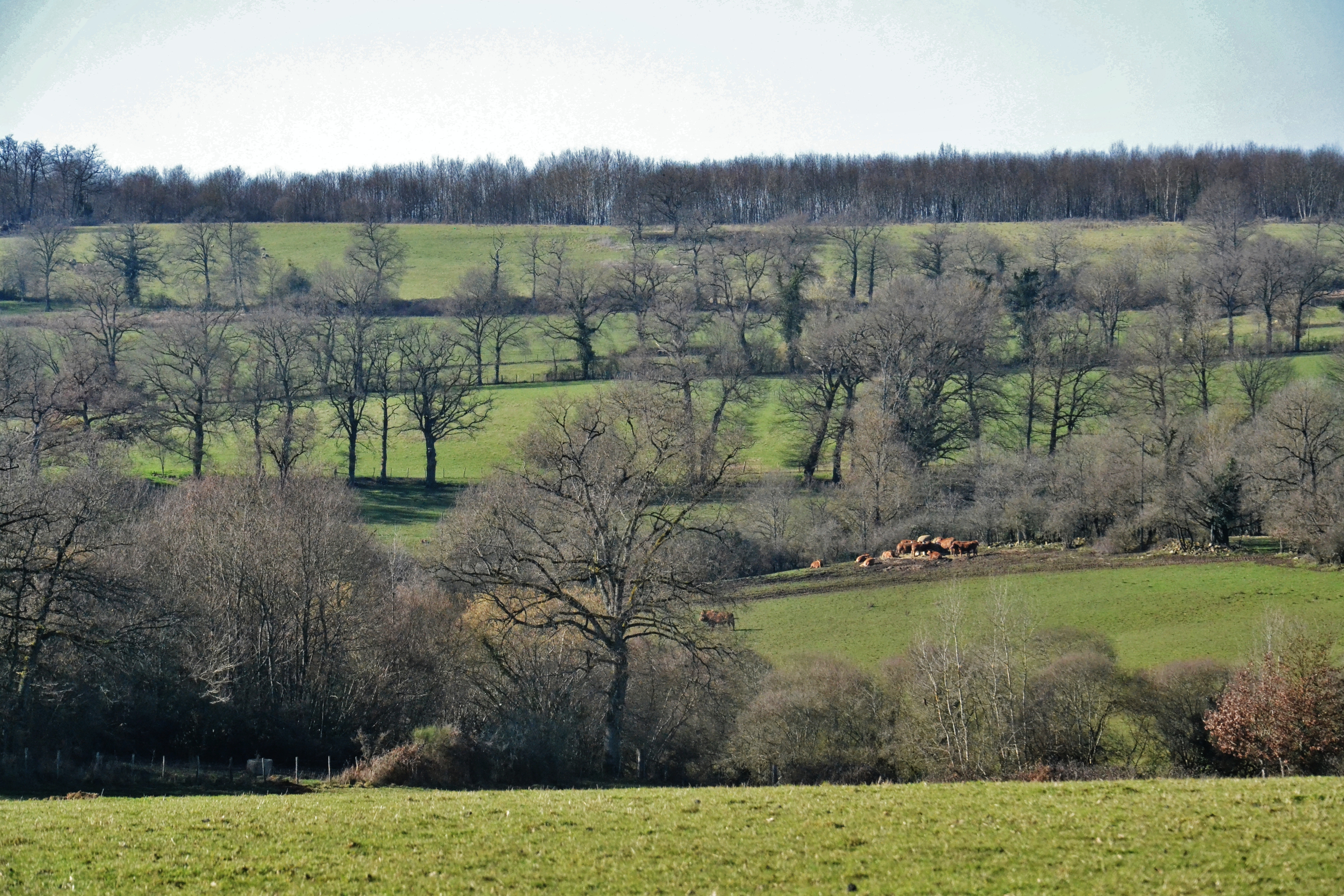
Paysage de semi-bocage près de Solignac, au centre.
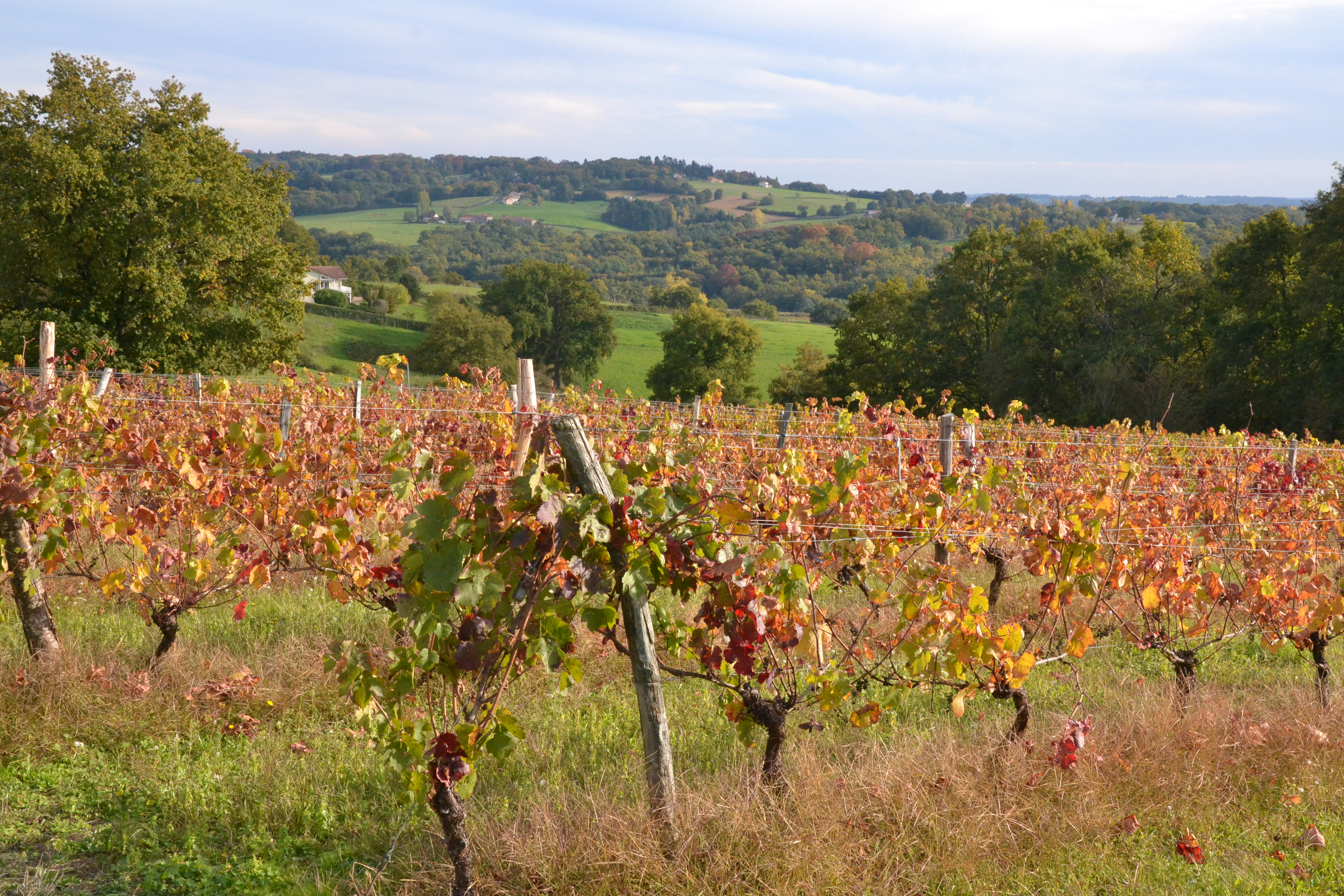
Vue du vignoble de Verneuil-sur-Vienne, au centre.
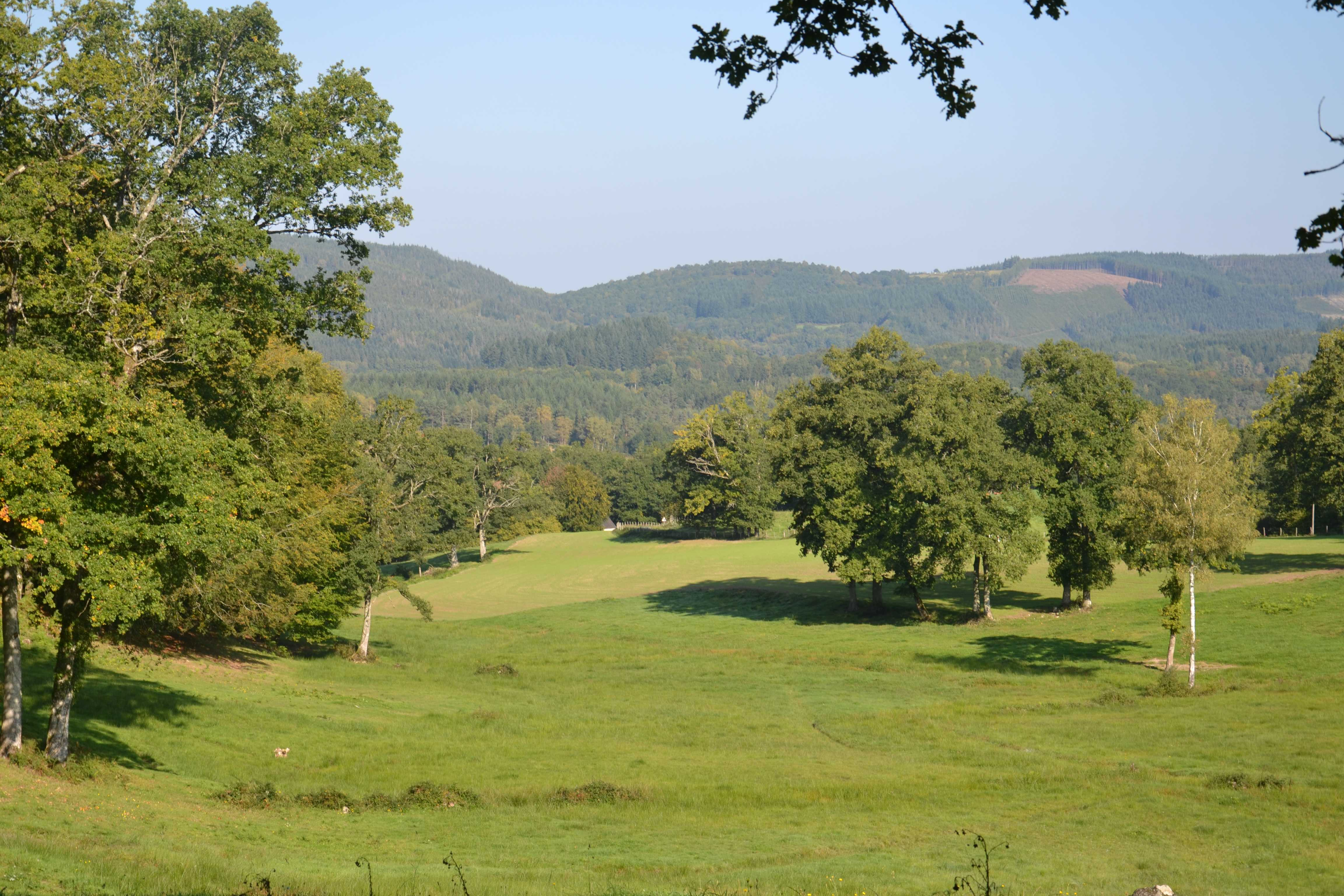
Rempnat, au sud-est.
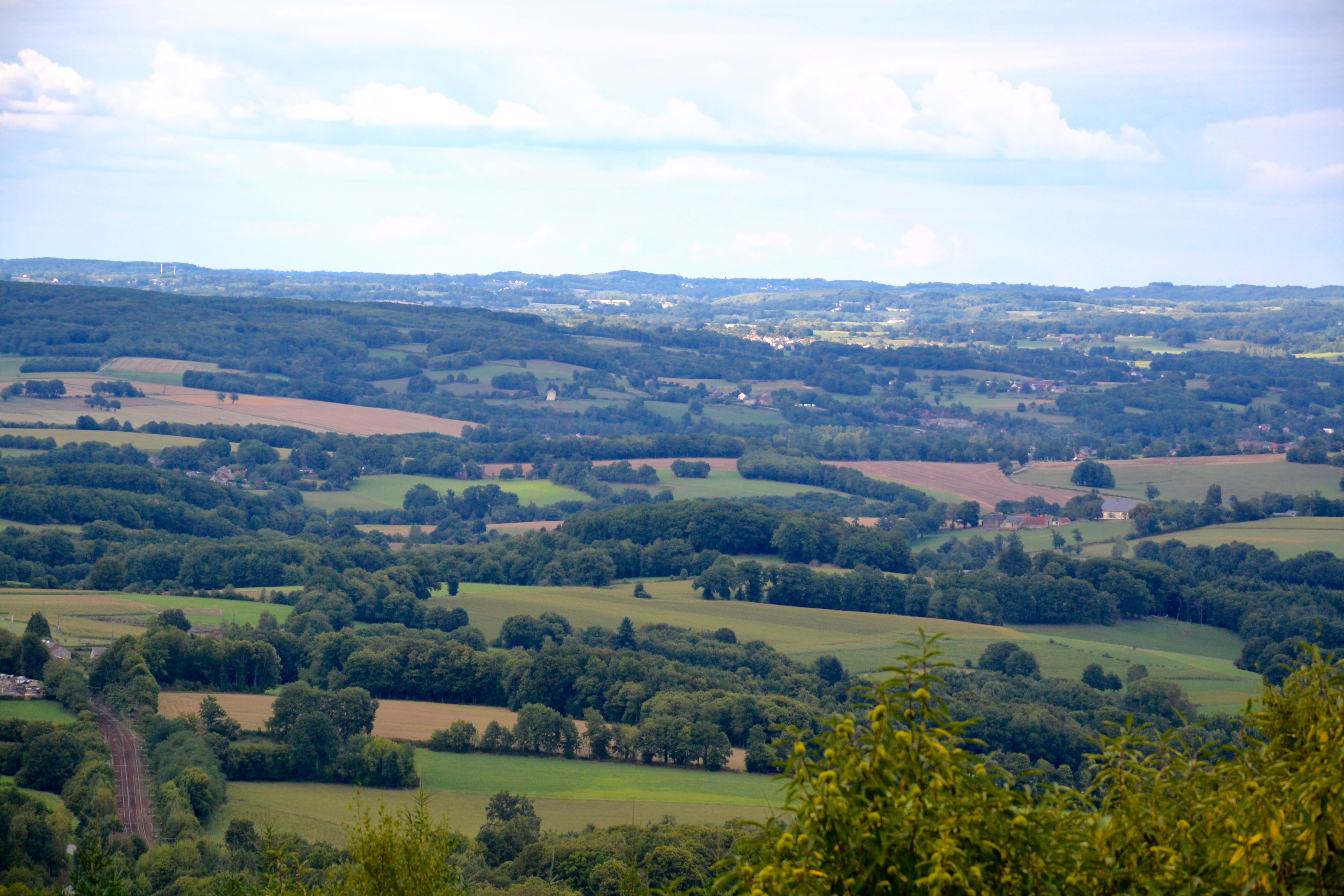
Plateau de la Souterraine, au nord.

### Bois et forêts

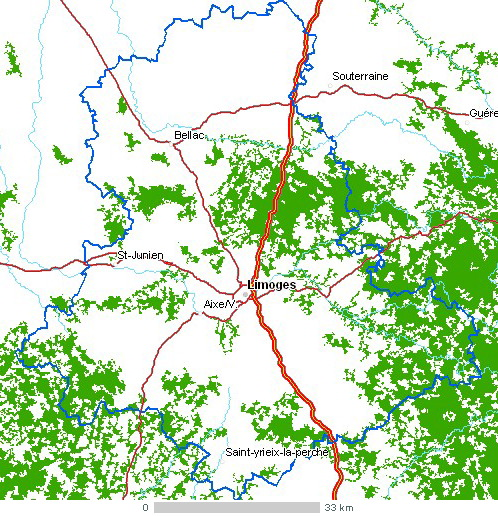
Carte forestière de la Haute-Vienne

La Haute-Vienne possède 149 996 ha de bois, soit un taux de boisement de 29,6 %. Le département arrive en dernière position régionale, puisque la Corrèze affiche un taux de plus de 45 %, et la Creuse est recouverte à 29,8 % de forêts. Il y a près de 7 000 km de cours d'eau.